# Brise (Film)
Brise ist ein österreichischer Kurzfilm von Anna Lehner aus dem Jahr 2022.
Lehners Filmdebüt wurde im Jahr 2022 in den Wettbewerb des 43. Filmfestivals Max Ophüls Preis eingeladen.

## Handlung
An einem heißen Juni-Wochenende bricht die Studentin Flora zur Geburtstagsfeier ihrer Mutter auf. Obwohl sie eigentlich ein Modell für die Uni fertigstellen muss, wird sie zu Hause für familiäre Verpflichtungen eingespannt. Genervt bereitet sie mit ihrer Großmutter Schnitzel zu und holt ihren Bruder ab. Beim feierlichen Essen kreisen die Gespräche um das Berufsleben und den kürzlich verstorbenen Großvater. Inmitten der Hitze kündigen sich langsam Generationskonflikte an und die Prioritäten beginnen sich zu verschieben.

## Hintergrund
Für die aus Oberösterreich stammende Anna Lehner ist Brise ihr Debüt als Kurzfilmregisseurin und ‑drehbuchautorin. Produziert wurde das Werk von Catrin Freundlinger.
Das Projekt wurde von den Ländern Oberösterreich, Niederösterreich und der Kulturabteilung der Stadt Wien (MA 7) unterstützt.

## Veröffentlichung
Brise wurde am 20. Januar 2022 beim Filmfestival Max Ophüls Preis uraufgeführt.

## Auszeichnungen
Im Rahmen des Filmfestivals Max Ophüls Preis 2022 erhielt Brise eine Einladung in den Wettbewerb für den besten mittellangen Film. Hauptdarstellerin Alexandra Schmidt war für den Max Ophüls Preis in der Kategorie „Bester Schauspielnachwuchs“ nominiert.